# Liga Leumit 1981-1982
La Liga Leumit 1981-1982 è stata la 41ª edizione della massima serie del campionato israeliano di calcio.
Presero parte al torneo 16 squadre, che si affrontarono in un girone all'italiana con partite di andata e ritorno. Per ogni vittoria si assegnavano due punti e per il pareggio un punto.
Le ultime tre classificate sarebbero state retrocesse in Liga Artzit, dalla quale sarebbero state promosse le prime tre classificate.
Il torneo fu vinto, per la prima volta nella propria storia, dall'Hapoel Kfar Saba.
Capocannoniere del torneo fu Oded Mahnes, del Maccabi Netanya, con 26 goal.

## Squadre partecipanti
| Club                | Città         |
| ------------------- | ------------- |
| Beitar Gerusalemme  | Gerusalemme   |
| Beitar Tel Aviv     | Tel Aviv      |
| Bnei Yehuda         | Tel Aviv      |
| Hapoel Be'er Sheva  | Be'er Sheva   |
| Hapoel Gerusalemme  | Gerusalemme   |
| Hapoel Kfar Saba    | Kfar Saba     |
| Hapoel Petah Tiqwa  | Petah Tiqwa   |
| H. Rishon LeZion    | Rishon LeZion |
| Hapoel Tel Aviv     | Tel Aviv      |
| Hapoel Yehud        | Yehud         |
| Maccabi Giaffa      | Giaffa        |
| Maccabi Haifa       | Haifa         |
| Maccabi Netanya     | Netanya       |
| Maccabi Petah Tiqwa | Petah Tiqwa   |
| Maccabi Tel Aviv    | Tel Aviv      |
| Shimshon Tel Aviv   | Tel Aviv      |

## Classifica finale
|                     | Pos. | Squadra             | Pt | G  | V  | N  | P  | GF | GS | DR  |
| ------------------- | ---- | ------------------- | -- | -- | -- | -- | -- | -- | -- | --- |
| Campione di Israele | 1.   | Hapoel Kfar Saba    | 42 | 30 | 17 | 8  | 5  | 45 | 28 | +17 |
|                     | 2.   | Maccabi Netanya     | 41 | 30 | 17 | 7  | 6  | 63 | 29 | +34 |
|                     | 3.   | Bnei Yehuda         | 35 | 30 | 13 | 9  | 8  | 34 | 30 | +4  |
|                     | 4.   | Hapoel Be'er Sheva  | 34 | 30 | 14 | 6  | 10 | 43 | 38 | +5  |
|                     | 5.   | Hapoel Tel Aviv     | 31 | 30 | 9  | 13 | 8  | 32 | 25 | +7  |
|                     | 6.   | Beitar Gerusalemme  | 30 | 30 | 9  | 12 | 9  | 37 | 36 | +1  |
|                     | 7.   | Maccabi Haifa       | 30 | 30 | 9  | 12 | 9  | 32 | 32 | 0   |
|                     | 8.   | Maccabi Tel Aviv    | 30 | 30 | 10 | 10 | 10 | 26 | 32 | -6  |
|                     | 9.   | Maccabi Petah Tiqwa | 29 | 30 | 9  | 11 | 10 | 35 | 35 | 0   |
|                     | 10.  | Hapoel Gerusalemme  | 29 | 30 | 8  | 13 | 9  | 24 | 26 | -2  |
|                     | 11.  | Maccabi Giaffa      | 29 | 30 | 9  | 11 | 10 | 32 | 36 | -4  |
|                     | 12.  | Shimshon Tel Aviv   | 28 | 30 | 7  | 14 | 9  | 25 | 32 | -7  |
|                     | 13.  | Hapoel Yehud        | 28 | 30 | 6  | 16 | 8  | 17 | 26 | -9  |
|                     | 14.  | H. Rishon LeZion    | 26 | 30 | 8  | 10 | 12 | 28 | 32 | -4  |
|                     | 15.  | Beitar Tel Aviv     | 24 | 30 | 5  | 14 | 11 | 22 | 32 | -10 |
|                     | 16.  | Hapoel Petah Tiqwa  | 14 | 30 | 3  | 8  | 19 | 13 | 39 | -26 |

## Verdetti
- Hapoel Kfar Saba campione di Israele 1981-1982
- Hapoel Rishon LeZion, Beitar Tel Aviv e Hapoel Petah Tiqwa retrocessi in Liga Artzit 1982-1983
- Hapoel Lod, Maccabi Yavne e Hapoel Ramat Gan promossi in Liga Leumit 1982-1983